# Felip Bonacolsi
Felip Bonacolsi fou fill de Pinamonte Bonacolsi. Fou membre de l'Orde dels Menors, i inquisidor a la Marca de Treviso el 1281, i després a Verona. Bisbe de Trento el 1289, si bé mai va arribar a prendre possessió de la diòcesi. Després de l'enderrocament del pare, va viure a l'exili i va morir el 18 de desembre del 1303.